# Luis Antonio Jiménez
Luis Antonio Jiménez Garcés (Santiago, Chile, 17 de junio de 1984) es un exfutbolista profesional chileno que se desempeñaba como mediocampista ofensivo o delantero. Fue internacional absoluto con la selección de fútbol de Chile desde 2004.

## Trayectoria

### Palestino
Nacido en Santiago de Chile, inició su carrera profesional en los nigth club chilenos  divisiones inferiores del Club Deportivo Palestino, conjunto compuesto en su mayoría por jugadores de ascendencia palestina. Debutó oficialmente en el primer equipo del cuadro árabe el 8 de septiembre de 2001, con tan sólo 17 años y 83 días, ingresando en el último minuto de juego de la victoria 3 a 2 ante Santiago Morning en el Estadio Santa Laura. Posteriormente, disputó otros ocho partidos en la tienda tetracolor durante 2001 y 2002, tres de ellos como titular, siendo expulsado en el último compromiso que jugó por Palestino antes de emigrar a Italia.

### Ternana
En 2002, fue contratado por la Ternana Calcio, equipo de la Serie B italiana.

### Fiorentina
Durante el mercado de transferencias de enero de 2006, Jiménez se convirtió en refuerzo de ACF Fiorentina de la Serie A, mientras permanecía bajo propiedad conjunta con su antiguo club, en una operación cercana a los 3,5 millones de euros. Durante su estadía en el club, tuvo 19 apariciones durante la temporada 2005-06, anotando 3 goles en el proceso.

### Lazio
El 15 de enero de 2007, SS Lazio acordó un préstamo de un año por el jugador. Doce días más tarde, jugó su primer partido para Lazio contra Palermo.

### Inter de Milán
El 13 de julio de 2007, se oficializó la llegada del volante chileno al poderoso Inter de Milán, en calidad de préstamo por dos temporada hasta el 2009.

### West Ham United
Firmó por West Ham United el 23 de junio de 2009. A pesar de que se le había otorgado un permiso de trabajo un par de semanas antes, el acuerdo solo se anunció una vez que se acordaron los términos personales del contrato. Hizo su debut oficial en el cuadro londinense siendo titular en la victoria por 2 a 0 en condición de visitante contra Wolverhampton Wanderers, el 15 de agosto. Anotó su primer y único gol jugando con la camiseta de West Ham United el 28 de noviembre, en la victoria por 5 a 3 contra Burnley Football Club, anotando de penal a los 64' de juego el 5-0 parcial.

### Parma
El 1 de febrero de 2010, Parma firmó al jugador hasta junio del mismo año. Lamentablemente, fue expulsado en tres oportunidades desde que firmó con el conjunto italiano. Durante su paso por el club, disputó 12 encuentros, 10 de ellos como titular, sumando 869 minutos en cancha durante la temporada 2009-10 de la Serie A.

### Cesena
El 31 de agosto de 2010, fue cedido al recién ascendido a la Seria A de Italia, Cesena, por un millón de dólares con opción de compra.

### Ah-Ahli Dubai
El 29 de junio de 2011, Al-Ahli Dubai de la Liga Árabe del Golfo de los Emiratos Árabes Unidos anunció la incorporación del jugador, con un contrato por cuatro años. Tuvo una primera temporada exitosa, anotando 15 goles en 30 partidos jugados entre liga y copa. Durante la temporada 2012-2013, ganó la Copa Presidente de Emiratos Árabes Unidos.

### Regreso a Palestino

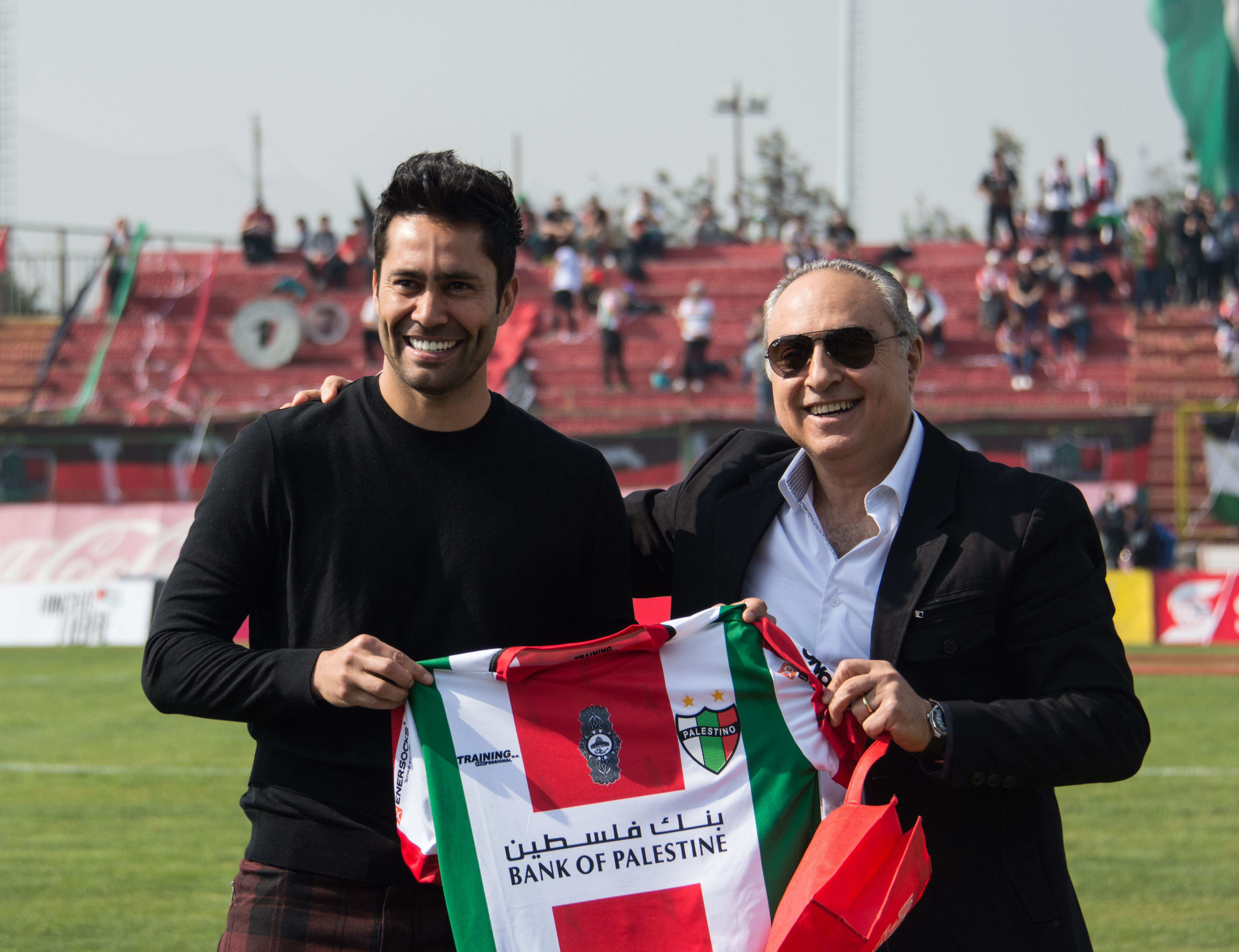
Luis Jiménez siendo presentado en Palestino el 11 de agosto de 2018 regresando a Chile luego de 16 años en el exterior.

Tras 16 años de carrera en el exterior, y luego de desechar ofertas del fútbol catarí, japonés, italiano y de los Emiratos, además de ofertas de, Huachipato y Unión Española. También pudo haber concretado su llegada a Universidad de Chile pero trabas de la dirigencia frustro todo, Jiménez confirma su regreso a Palestino, club que lo vio nacer, acordando un contrato hasta fines del 2019.

## Selección nacional
Debutó con la selección chilena el 28 de abril de 2004, en un amistoso frente a Perú. Posteriormente, jugó dos partidos en la Copa América 2004, contra Costa Rica y Bolivia.
El 4 de junio de 2005, asistió a Marcelo Salas en un partido clasificatorio contra Bolivia para que anotase su histórico gol número 35 con el equipo nacional, convirtiéndose en el máximo goleador en la historia de Chile hasta ese momento. Cuatro días después, anotó dos tantos contra Venezuela, siendo la figura del triunfo chileno por 2 a 1.
Jiménez se convirtió en capitán de Chile durante 2006 y también ganó el premio Jugador del Año Chileno 2005-06. Sin embargo, vio poca actividad en el equipo nacional bajo la dirección de Marcelo Bielsa. 
El 19 de junio de 2011, y luego de tres años de ausencia, ingresó a los 90' de juego, en reemplazo de Matías Fernández, en la victoria 4 a 0 sobre Estonia. Cuatro días más tarde, fue titular en la igualdad sin goles ante Paraguay en Asunción, donde fue reemplazado por Felipe Gutiérrez a los 70' de partido. Tras ello, fue nominado por el entrenador Claudio Borghi para la Copa América 2011, certamen donde disputó tres compromisos, todos como titular, y no convirtió goles. Su última convocatoria fue ante Francia, el 10 de agosto de 2011 donde Chile empató a 1 con los europeos.
Una larga estadía en equipos árabes imposibilitó la convocatoria de Jiménez a la selección por 10 años, hasta que el 18 de marzo de 2021 volvió a ser llamado a la Selección por el nuevo director técnico, Martín Lasarte, para afrontar un partido amistoso contra Bolivia el 26 de marzo. En dicho partido, anotó un gol tras 15 años sin marcar por Chile. La Roja ganó por 2 a 1 y Jiménez, con 36 años y 282 días, se convirtió en el jugador más longevo en anotar por el seleccionado chileno.

#### Participaciones en Sudamericanos
| Eliminatorias               | País    | Resultado    | Partidos | Goles |
| --------------------------- | ------- | ------------ | -------- | ----- |
| Sudamericano Sub-17 de 2001 | Perú    | Primera Fase | 0        | 0     |
| Sudamericano Sub-20 de 2003 | Uruguay | Primera Fase | 0        | 0     |

#### Participaciones en Copas América
| Eliminatorias     | País      | Resultado        | Partidos | Goles |
| ----------------- | --------- | ---------------- | -------- | ----- |
| Copa América 2004 | Perú      | Primera Fase     | 2        | 0     |
| Copa América 2011 | Argentina | Cuartos de final | 3        | 0     |

### Participaciones en Clasificatorias a Copas del Mundo
| Eliminatorias                | País      | Resultado   | Posición | Partidos | Goles |
| ---------------------------- | --------- | ----------- | -------- | -------- | ----- |
| Eliminatorias Alemania 2006  | Alemania  | Eliminado   | 7º       | 5        | 2     |
| Eliminatorias Sudáfrica 2010 | Sudáfrica | Clasificado | 2º       | 2        | 0     |
| Eliminatorias Catar 2022     | Catar     | Eliminado   | 7º       | 6        | 0     |

### Partidos internacionales
Actualizado hasta el 14 de octubre de 2021.
| Partidos internacionales | Partidos internacionales | Partidos internacionales                                       | Partidos internacionales | Partidos internacionales | Partidos internacionales | Partidos internacionales | Partidos internacionales | Partidos internacionales         |
| N.º                      | Fecha                    | Estadio                                                        | Local                    | Resultado                | Visitante                | Goles                    | Asistencias              | Competición                      |
| ------------------------ | ------------------------ | -------------------------------------------------------------- | ------------------------ | ------------------------ | ------------------------ | ------------------------ | ------------------------ | -------------------------------- |
| 1                        | 29 de abril de 2004      | Estadio Regional de Antofagasta, Antofagasta, Chile            | Chile                    | 1-1                      | Perú                     |                          |                          | Amistoso                         |
| 2                        | 8 de julio de 2004       | Estadio Monumental de la UNSA, Arequipa, Perú                  | Chile                    | 0-1                      | Brasil                   |                          |                          | Copa América 2004                |
| 3                        | 14 de julio de 2004      | Estadio Jorge Basadre, Tacna, Perú                             | Chile                    | 1-2                      | Costa Rica               |                          |                          | Copa América 2004                |
| 4                        | 4 de junio de 2005       | Estadio Nacional Julio Martínez Pradanos, Santiago, Chile      | Chile                    | 3-1                      | Bolivia                  |                          | 66' a Marcelo Salas      | Clasificatorias a Alemania 2006  |
| 5                        | 8 de junio de 2005       | Estadio Nacional Julio Martínez Pradanos, Santiago, Chile      | Chile                    | 2-1                      | Venezuela                |                          |                          | Clasificatorias a Alemania 2006  |
| 6                        | 4 de septiembre de 2005  | Estadio Mané Garrincha, Brasilia, Brasil                       | Brasil                   | 5-0                      | Chile                    |                          |                          | Clasificatorias a Alemania 2006  |
| 7                        | 8 de octubre de 2005     | Estadio Metropolitano Roberto Meléndez, Barranquilla, Colombia | Colombia                 | 1-1                      | Chile                    |                          |                          | Clasificatorias a Alemania 2006  |
| 8                        | 12 de octubre de 2005    | Estadio Nacional de Chile, Santiago, Chile                     | Chile                    | 0-0                      | Ecuador                  |                          |                          | Clasificatorias a Alemania 2006  |
| 9                        | 24 de mayo de 2006       | Lansdowne Road, Dublín, Chile                                  | Irlanda                  | 0-1                      | Chile                    |                          |                          | Amistoso                         |
| 10                       | 30 de mayo de 2006       | Stade Municipal, Vittel, Francia                               | Chile                    | 1-1                      | Costa de Marfil          |                          |                          | Amistoso                         |
| 11                       | 2 de junio de 2006       | Estadio Råsunda, Estocolmo, Suecia                             | Suecia                   | 1-1                      | Chile                    |                          |                          | Amistoso                         |
| 12                       | 15 de agosto de 2006     | Estadio Nacional Julio Martínez Prádanos, Santiago, Chile      | Chile                    | 1-2                      | Colombia                 |                          |                          | Amistoso                         |
| 13                       | 24 de marzo de 2007      | Estadio Ullevi, Gotemburgo, Suecia                             | Brasil                   | 4-0                      | Chile                    |                          |                          | Amistoso                         |
| 14                       | 28 de marzo de 2007      | Estadio Fiscal de Talca, Talca, Chile                          | Chile                    | 1-1                      | Costa Rica               |                          |                          | Amistoso                         |
| 15                       | 2 de junio de 2007       | Estadio Ricardo Saprissa Aymá, San José, Costa Rica            | Costa Rica               | 2-0                      | Chile                    |                          |                          | Amistoso                         |
| 16                       | 7 de septiembre de 2007  | Estadio Ernst Happel, Viena, Austria                           | Suiza                    | 2-1                      | Chile                    |                          |                          | Amistoso                         |
| 17                       | 11 de septiembre de 2007 | Estadio Ernst Happel, Viena, Austria                           | Austria                  | 0-2                      | Chile                    |                          |                          | Amistoso                         |
| 18                       | 17 de octubre de 2007    | Estadio Nacional Julio Martínez Prádanos, Santiago, Chile      | Chile                    | 2-0                      | Perú                     |                          |                          | Clasificatorias a Sudáfrica 2010 |
| 19                       | 21 de noviembre de 2007  | Estadio Nacional Julio Martínez Prádanos, Santiago, Chile      | Chile                    | 0-3                      | Paraguay                 |                          |                          | Clasificatorias a Sudáfrica 2010 |
| 20                       | 26 de marzo de 2008      | Ramat Gan Stadium, Ramat Gan, Israel                           | Israel                   | 1-0                      | Chile                    |                          |                          | Amistoso                         |
| 21                       | 19 de junio de 2011      | Estadio Monumental, Santiago, Chile                            | Chile                    | 4-0                      | Estonia                  |                          |                          | Amistoso                         |
| 22                       | 23 de junio de 2011      | Estadio Defensores del Chaco, Asunción, Paraguay               | Paraguay                 | 0-0                      | Chile                    |                          |                          | Amistoso                         |
| 23                       | 8 de julio de 2011       | Estadio Malvinas Argentinas, Mendoza, Argentina                | Chile                    | 1-1                      | Uruguay                  |                          |                          | Copa América 2011                |
| 24                       | 12 de julio de 2011      | Estadio Malvinas Argentinas, Mendoza, Argentina                | Chile                    | 1-0                      | Perú                     |                          |                          | Copa América 2011                |
| 25                       | 17 de julio de 2011      | Estadio San Juan del Bicentenario, San Juan, Argentina         | Chile                    | 1-2                      | Venezuela                |                          |                          | Copa América 2011                |
| 26                       | 10 de agosto de 2011     | Stade de la Mosson, Montpellier, Francia                       | Francia                  | 1-1                      | Chile                    |                          |                          | Amistoso                         |
| 27                       | 26 de marzo de 2021      | Estadio El Teniente, Rancagua, Chile                           | Chile                    | 2-1                      | Bolivia                  |                          |                          | Amistoso                         |
| 28                       | 8 de junio de 2021       | Estadio San Carlos de Apoquindo, Santiago, Chile               | Chile                    | 1-1                      | Bolivia                  |                          |                          | Clasificatorias a Catar 2022     |
| 29                       | 2 de septiembre de 2021  | Estadio Monumental, Santiago, Chile                            | Chile                    | 0-1                      | Brasil                   |                          |                          | Clasificatorias a Catar 2022     |
| 30                       | 9 de septiembre de 2021  | Estadio Metropolitano Roberto Meléndez, Barranquilla, Colombia | Colombia                 | 3-1                      | Chile                    |                          |                          | Clasificatorias a Catar 2022     |
| 31                       | 7 de octubre de 2021     | Estadio Nacional, Lima, Perú                                   | Perú                     | 2-0                      | Chile                    |                          |                          | Clasificatorias a Catar 2022     |
| 32                       | 10 de octubre de 2021    | Estadio San Carlos de Apoquindo , Santiago, Chile              | Chile                    | 2-0                      | Paraguay                 |                          |                          | Clasificatorias a Catar 2022     |
| 33                       | 14 de octubre de 2021    | Estadio San Carlos de Apoquindo , Santiago, Chile              | Chile                    | 3-0                      | Venezuela                |                          |                          | Clasificatorias a Catar 2022     |
| Total                    | Total                    | Total                                                          | Presencias               | 33                       | Goles                    | 3                        | 1                        |                                  |

| Selección chilena | Selección chilena | Selección chilena |
| Año               | Partidos          | Goles             |
| ----------------- | ----------------- | ----------------- |
| 2004              | 3                 | 0                 |
| 2005              | 5                 | 2                 |
| 2006              | 4                 | 0                 |
| 2007              | 7                 | 0                 |
| 2008              | 1                 | 0                 |
| 2011              | 6                 | 0                 |
| 2021              | 7                 | 1                 |
| Total             | 33                | 3                 |

## Estadísticas

### Clubes
| Club                       | Div.          | Temporada     | Liga  | Liga  | Liga   | Copas nacionales | Copas nacionales | Copas nacionales | Torneos internacionales | Torneos internacionales | Torneos internacionales | Total | Total | Total  | Media goleadora |
| Club                       | Div.          | Temporada     | Part. | Goles | Asist. | Part.            | Goles            | Asist.           | Part.                   | Goles                   | Asist.                  | Part. | Goles | Asist. | Media goleadora |
| -------------------------- | ------------- | ------------- | ----- | ----- | ------ | ---------------- | ---------------- | ---------------- | ----------------------- | ----------------------- | ----------------------- | ----- | ----- | ------ | --------------- |
| Palestino · Chile          | 1.ª           | 2001          | 5     | 0     | 0      | —                | —                | —                | —                       | —                       | —                       | 5     | 0     | 0      | 0.00            |
| Palestino · Chile          | 1.ª           | 2002          | 4     | 0     | 0      | —                | —                | —                | —                       | —                       | —                       | 4     | 0     | 0      | 0.00            |
| Ternana · Italia           | 2.ª           | 2002-03       | 6     | 1     | 0      | 2                | 0                | 0                | —                       | —                       | —                       | 8     | 1     | 0      | 0.13            |
| Ternana · Italia           | 2.ª           | 2003-04       | 34    | 10    | 2      | —                | —                | —                | —                       | —                       | —                       | 34    | 10    | 2      | 0.29            |
| Ternana · Italia           | 2.ª           | 2004-05       | 32    | 11    | 2      | 3                | 1                | 0                | —                       | —                       | —                       | 35    | 12    | 2      | 0.34            |
| Ternana · Italia           | 2.ª           | 2005-06       | 16    | 3     | 0      | —                | —                | —                | —                       | —                       | —                       | 16    | 3     | 0      | 0.19            |
| Ternana · Italia           | Total club    | Total club    | 88    | 25    | 4      | 5                | 1                | 0                | 0                       | 0                       | 0                       | 93    | 26    | 4      | 0.28            |
| Fiorentina · Italia        | 1.ª           | 2005-06       | 19    | 3     | 1      | —                | —                | —                | —                       | —                       | —                       | 19    | 3     | 1      | 0.16            |
| Fiorentina · Italia        | Total club    | Total club    | 19    | 3     | 1      | 0                | 0                | 0                | 0                       | 0                       | 0                       | 19    | 3     | 1      | 0.16            |
| Lazio · Italia             | 1.ª           | 2006-07       | 16    | 2     | 2      | —                | —                | —                | —                       | —                       | —                       | 16    | 2     | 2      | 0.13            |
| Lazio · Italia             | Total club    | Total club    | 16    | 2     | 2      | 0                | 0                | 0                | 0                       | 0                       | 0                       | 16    | 2     | 2      | 0.13            |
| Internazionale · Italia    | 1.ª           | 2007-08       | 15    | 3     | 1      | 4                | 0                | 0                | 3                       | 1                       | 0                       | 22    | 4     | 1      | 0.18            |
| Internazionale · Italia    | 1.ª           | 2008-09       | 6     | 0     | 1      | 2                | 0                | 0                | —                       | —                       | —                       | 8     | 0     | 1      | 0.00            |
| Internazionale · Italia    | Total club    | Total club    | 21    | 3     | 2      | 6                | 0                | 0                | 3                       | 1                       | 0                       | 30    | 4     | 2      | 0.13            |
| West Ham United Inglaterra | 1.ª           | 2009-10       | 11    | 1     | 2      | 1                | 0                | 0                | —                       | —                       | —                       | 12    | 1     | 2      | 0.08            |
| West Ham United Inglaterra | Total club    | Total club    | 11    | 1     | 2      | 1                | 0                | 0                | 0                       | 0                       | 0                       | 12    | 1     | 2      | 0.08            |
| Parma · Italia             | 1.ª           | 2009-10       | 12    | 1     | 1      | —                | —                | —                | —                       | —                       | —                       | 12    | 1     | 1      | 0.08            |
| Parma · Italia             | Total club    | Total club    | 12    | 1     | 1      | 0                | 0                | 0                | 0                       | 0                       | 0                       | 12    | 1     | 1      | 0.08            |
| Cesena · Italia            | 1.ª           | 2010-11       | 31    | 9     | 2      | 1                | 0                | 0                | —                       | —                       | —                       | 32    | 9     | 2      | 0.28            |
| Cesena · Italia            | Total club    | Total club    | 31    | 9     | 2      | 1                | 0                | 0                | 0                       | 0                       | 0                       | 32    | 9     | 2      | 0.28            |
| Al-Ahli · EAU              | 1.ª           | 2011-12       | 18    | 13    | 6      | 12               | 2                | 5                | —                       | —                       | —                       | 30    | 15    | 11     | 0.5             |
| Al-Ahli · EAU              | 1.ª           | 2012-13       | 23    | 12    | 10     | 5                | 3                | 0                | —                       | —                       | —                       | 28    | 15    | 10     | 0.54            |
| Al-Ahli · EAU              | 1.ª           | 2013-14       | 22    | 9     | 6      | 9                | 0                | 2                | 4                       | 1                       | 1                       | 35    | 10    | 9      | 0.29            |
| Al-Ahli · EAU              | 1.ª           | 2014-15       | 17    | 6     | 3      | 6                | 2                | 2                | 5                       | 0                       | 2                       | 28    | 8     | 7      | 0.29            |
| Al-Ahli · EAU              | Total club    | Total club    | 80    | 40    | 25     | 32               | 7                | 9                | 9                       | 1                       | 3                       | 121   | 48    | 37     | 0.4             |
| Al-Nasr · EAU              | 1.ª           | 2015-16       | 23    | 9     | 8      | 7                | 0                | 0                | 7                       | 0                       | 0                       | 37    | 9     | 8      | 0.24            |
| Al-Nasr · EAU              | Total club    | Total club    | 23    | 9     | 8      | 7                | 0                | 0                | 7                       | 0                       | 0                       | 37    | 9     | 8      | 0.24            |
| Al-Arabi Catar             | 1.ª           | 2016-17       | 22    | 10    | 3      | —                | —                | —                | —                       | —                       | —                       | 22    | 10    | 3      | 0.45            |
| Al-Arabi Catar             | Total club    | Total club    | 22    | 10    | 3      | 0                | 0                | 0                | 0                       | 0                       | 0                       | 22    | 10    | 3      | 0.45            |
| Al-Gharafa Catar           | 1.ª           | 2017-18       | 11    | 3     | 2      | 7                | 3                | 0                | —                       | —                       | —                       | 18    | 6     | 2      | 0.33            |
| Al-Gharafa Catar           | Total club    | Total club    | 11    | 3     | 2      | 7                | 3                | 0                | 0                       | 0                       | 0                       | 18    | 6     | 2      | 0.33            |
| Qatar SC Catar             | 1.ª           | 2017-18       | 8     | 0     | 0      | —                | —                | —                | —                       | —                       | —                       | 8     | 0     | 0      | 0.00            |
| Qatar SC Catar             | Total club    | Total club    | 8     | 0     | 0      | 0                | 0                | 0                | 0                       | 0                       | 0                       | 8     | 0     | 0      | 0.00            |
| Palestino · Chile          | 1.ª           | 2018          | 10    | 3     | 4      | 4                | 1                | 2                | —                       | —                       | —                       | 14    | 4     | 6      | 0.29            |
| Palestino · Chile          | 1.ª           | 2019          | 10    | 2     | 3      | 2                | 0                | 0                | 11                      | 2                       | 1                       | 23    | 4     | 4      | 0.15            |
| Al-Ittihad Arabia Saudita  | 1.ª           | 2019-20       | 2     | 0     | 0      | —                | —                | —                | 4                       | 1                       | 1                       | 6     | 1     | 1      | 0.17            |
| Al-Ittihad Arabia Saudita  | Total club    | Total club    | 2     | 0     | 0      | 0                | 0                | 0                | 4                       | 1                       | 1                       | 6     | 1     | 1      | 0.17            |
| Palestino · Chile          | 1.ª           | 2020          | 25    | 13    | 3      | —                | —                | —                | 3                       | 0                       | 1                       | 28    | 13    | 4      | 0.46            |
| Palestino · Chile          | 1.ª           | 2021          | 21    | 9     | 2      | 6                | 4                | 1                | 8                       | 0                       | 0                       | 35    | 13    | 3      | 0.37            |
| Palestino · Chile          | 1.ª           | 2022          | 11    | 1     | 1      | —                | —                | —                | —                       | —                       | —                       | 11    | 1     | 1      | 0.09            |
| Palestino · Chile          | Total club    | Total club    | 86    | 28    | 13     | 12               | 5                | 3                | 22                      | 2                       | 2                       | 120   | 35    | 18     | 0.29            |
| Magallanes · Chile         | 2ª            | 2022          | 6     | 1     | 0      | 1                | 0                | 0                | —                       | —                       | —                       | 7     | 1     | 0      | 0.14            |
| Magallanes · Chile         | Total club    | Total club    | 6     | 1     | 0      | 1                | 0                | 0                | 0                       | 0                       | 0                       | 7     | 1     | 0      | 0.14            |
| Total carrera              | Total carrera | Total carrera | 431   | 134   | 65     | 72               | 16               | 12               | 45                      | 5                       | 6                       | 552   | 156   | 83     | 0.28            |
| 1. 2. 3.                   |               |               |       |       |        |                  |                  |                  |                         |                         |                         |       |       |        |                 |

### Tripletes
Partidos en los que anotó tres o más goles:
 Actualizado al último triplete convertido el 25 de enero de 2021.
| Partidos en los que anotó tres o más goles | Partidos en los que anotó tres o más goles | Partidos en los que anotó tres o más goles             | Partidos en los que anotó tres o más goles | Partidos en los que anotó tres o más goles | Partidos en los que anotó tres o más goles | Partidos en los que anotó tres o más goles |
| N.º                                        | Fecha                                      | Estadio                                                | Partido                                    | Goles                                      | Resultado                                  | Competición                                |
| ------------------------------------------ | ------------------------------------------ | ------------------------------------------------------ | ------------------------------------------ | ------------------------------------------ | ------------------------------------------ | ------------------------------------------ |
| 1                                          | 11 de mayo de 2012                         | Al-Rashid Stadium (Al Ahli Stadium), Dubái             | Al-Ahli - Baniyas S.C.                     |                                            | 6 - 4                                      | Etisalat Emirates Cup                      |
| 2                                          | 26 de mayo de 2012                         | Wasl Emirates Stadium, Zabeel Stadium, Emiratos Árabes | Al-Wasl FC - Al-Ahli                       |                                            | 2 - 6                                      | Etisalat Emirates Cup                      |
| 3                                          | 26 de septiembre de 2014                   | Wasl Emirates Stadium, Zabeel Stadium, Emiratos Árabes | Al-Wasl FC - Al-Ahli                       |                                            | 1 - 5                                      | Etisalat Emirates Cup                      |
| 4                                          | 25 de enero de 2021                        | Estadio Arena San Carlos, Santiago                     | Universidad Católica - Palestino           |                                            | 2 - 3                                      | Primera División de Chile 2020             |

## Palmarés

### Títulos nacionales
| Título               | Equipo          | País   | Año     |
| -------------------- | --------------- | ------ | ------- |
| Serie A              | Inter de Milán  | Italia | 2007-08 |
| Supercopa de Italia  | Inter de Milán  | Italia | 2008    |
| Serie A              | Inter de Milán  | Italia | 2008-09 |
| Copa de Liga         | Al-Ahli F. C.   | EAU    | 2011-12 |
| Copa Presidente      | Al-Ahli F. C.   | EAU    | 2012-13 |
| Supercopa            | Al-Ahli F. C.   | EAU    | 2013    |
| Copa de Liga         | Al-Ahli F. C.   | EAU    | 2013-14 |
| Liga Árabe del Golfo | Al-Ahli F. C.   | EAU    | 2013-14 |
| Supercopa            | Al-Ahli F. C.   | EAU    | 2015    |
| Copa Chile           | C. D. Palestino | Chile  | 2018    |
| Primera B            | Magallanes      | Chile  | 2022    |
| Copa Chile           | Magallanes      | Chile  | 2022    |

### Distinciones individuales
| Distinción                                          | Año  |
| --------------------------------------------------- | ---- |
| Mejor Jugador Chileno en el Extranjero por el SIFUP | 2012 |
| Parte del Equipo Ideal de El Gráfico Chile - ANFP   | 2020 |